# Thaddée de Vitovnica
Thaddée de Vitovnica (1914-2003) est un moine et prêtre orthodoxe de l'Église orthodoxe serbe et un père spirituel (un starets). Il est né Tomislav (Thomas) Strbulovic le 6 octobre 1914 (selon le calendrier julien) soit le 19 octobre dans le calendrier grégorien et s'est endormi dans le Seigneur au monastère de Vitovnica le 1er avril 2003 (cal. julien), soit le 14 avril (cal. grégorien).
Il a été higoumène (Supérieur, père abbé) de plusieurs monastères.

## Biographie
Le futur père Thaddée est né le 19 octobre 1914 dans une famille d'agriculteurs.
À l'âge de 15 ans, il tombe gravement malade des poumons, si bien que les médecins lui donnent encore cinq ans à vivre.
Il décide alors de passer ces cinq années dans la prière, mais par sa foi il obtient la guérison. Il devient novice au monastère de Milkovo, qui accueille à cette époque des moines réfugiés de Russie, où la religion est persécutée par le pouvoir communiste. Le 10 mars 1935, il y devient moine et la même année, il est ordonné diacre. Il part ensuite s'installer au monastère de Rakovica, où il est ordonné hiéromoine en 1938.
Pendant la deuxième guerre mondiale, il est arrêté et emprisonné à deux reprises en raison de ses activités pastorales, avant d'être libéré. Il sera également régulièrement persécuté par les autorités communistes yougoslaves à diverses époques de sa vie.
Durant son existence, il est nommé à la tête de divers monastères par son évêque de tutelle, devenant finalement higoumène du monastère de Vitovnica en 1962. Son don pastoral et sa vie sainte et pieuse attire une foule de gens qui lui demandent conseil ou se confessent à lui. Il les  accueille toujours avec amour et les conseille avec patience et bienveillance. Il a également écrit au cours de sa vie de nombreux articles spirituels. Il décède le 14 avril 2003.
Il est réputé pour ses prédictions sur l'avenir du peuple serbe dans la région, plusieurs de celles-ci prédictions se vérifiant, d'autres étant en cours de réalisation (manifestation au Monténégro, remise en question de l’indépendance du  Kosovo,  République serbe de Bosnie, qui prévoit de se séparer de la Bosnie-Herzégovine.

## Sources et références
1. 1 2 3 4 5  « UPOKOJIO SE U GOSPODU », sur htnet.hr (consulté le 24 avril 2023).
2. ↑  « pravoslavlje.nl/foto_manastiri… »(Archive.org • Wikiwix • Archive.is • Google • Que faire ?).
3. ↑  « vitovnica.rs/otac_tadej_vitovn… »(Archive.org • Wikiwix • Archive.is • Google • Que faire ?).

- Matej Arsenijevic, Vie du starets Thaddée de Vitovnica, in Starets Thaddée, Paix et joie dans le Saint-Esprit, L'Âge d'Homme, Lausanne, 2010.